# 斯塔巴克 (明尼蘇達州)
斯塔巴克（英語：Starbuck）是一個位於美國明尼蘇達州波普縣的城市。

## 人口
根據2020年美國人口普查的數據，斯塔巴克的面積為3.83平方千米，皆為陸地。當地共有人口1365人，而人口密度為每平方千米356人。